# Distretto di Solan
Il distretto di Solan è un distretto dell'Himachal Pradesh, in India, di 499 380 abitanti. Il suo capoluogo è Solan.